# Bruchophagus noctua
Bruchophagus noctua är en stekelart som beskrevs av Girault 1917. Bruchophagus noctua ingår i släktet Bruchophagus och familjen kragglanssteklar. Inga underarter finns listade.